# 아르투어 루돌프

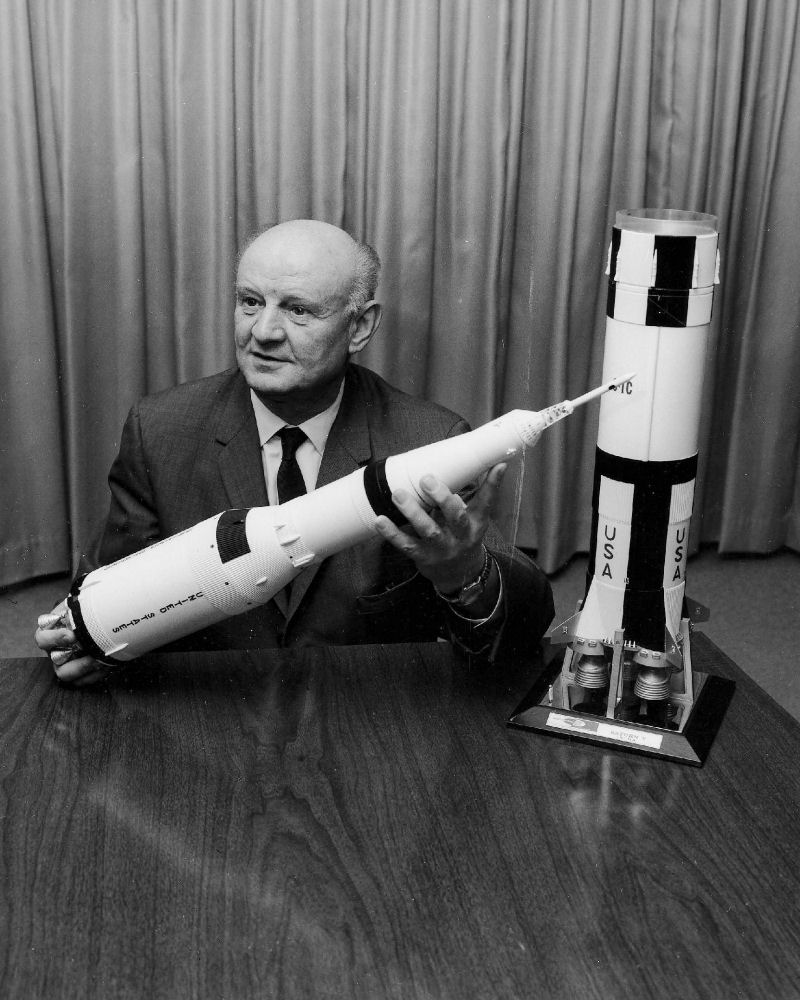

아르투어 루이 후고 루돌프(독일어: Arthur Louis Hugo Rudolph, 1906년 11월 9일 ~ 1996년 1월 1일)는 독일의 로켓 공학자다. 제2차 세계 대전 당시 V-2 로켓 개발에 중요한 역할을 했다. 전쟁 이후 미국 전략사무국(OSS)에 포섭되어 미국 우주개발의 선구자가 되었다. 미 육군 및 NASA에서 퍼싱 유도탄, 새턴 V 개발에 참여했다. 1984년 나치 독일 시절의 전쟁범죄가 폭로되자 미국 시민권을 포기하는 대신 기소를 취하하는 사법거래를 하고 서독으로 건너가 거기서 여생을 보내다 죽었다.